# Polyporus scutiger
Polyporus scutiger är en svampart som beskrevs av Kalchbr. 1867. Polyporus scutiger ingår i släktet Polyporus och familjen Polyporaceae.   Inga underarter finns listade i Catalogue of Life.